# NGC 5359
NGC 5359 је расејано звездано јато у сазвежђу Шестар које се налази на NGC листи објеката дубоког неба.
Деклинација објекта је - 70° 24' 0" а ректасцензија 13h 59m 48,0s. Привидна величина (магнитуда) објекта NGC 5359 износи 13,7. NGC 5359 је још познат и под ознакама ESO 66-SC4.